# Oktavia (Kirsche)
Oktavia ist eine zu den Knorpelkirschen gehörende dunkle Sorte der Süßkirschen. Wegen ihrer positiven Eigenschaften ist sie eine der Hauptsorten im Alten Land mit steigender Anbaufläche.

## Herkunft
'Oktavia' wurde von der Obstbauversuchsanstalt Jork durch Kreuzung aus den Sorten 'Schneiders späte Knorpelkirsche' und 'Rube' gezüchtet und 1981 in den Handel gebracht.

## Frucht
Die Steinfrucht ist mittelgroß bis groß und nierenförmig. Die Haut ist halbreif dunkelrot und in der Vollreife glänzend schwarz. Das helle Fruchtfleisch ist fest mit farblosem Saft. Der Geschmack ist kräftig, aromatisch süß. Der Stein ist klein und der Stiel lang. Die Frucht ist platzfest und unreif schon schmackhaft. Sie reift unregelmäßig in der 6. Kirschwoche, hierdurch hat sie ein relativ langes Erntefenster.

## Befruchtung
Die Sorte 'Oktavia' ist selbststeril und braucht einen Befruchtungspartner. Geeignet sind 'Erika', 'Schneiders späte Knorpelkirsche', 'Alma' und 'Bianca'. Sie trägt stark und regelmäßig.